# Pierre Renouard
Pour les articles homonymes, voir Renouard.
Pierre Renouard (° 1er mars 1744 Laval - † 9 décembre 1825), prêtre, est un historien du Maine.

## Biographie
Tonsuré au Mans en 1762, sous-diacre en 1765, il termine ses études à Angers, d'où il rapporte un diplôme de maître ès arts et une attestation de Quinquennium; il est ensuite vicaire de Courgain, régent au collège de Laval pendant 11 ans, vicaire à Villaines-la-Juhel en 1779, chapelain des Ursulines du Mans en 1781. Le 20 janvier 1783, il est présenté à la cure d'Izé par M. Dumourier, agissant comme vicaire général de l'abbé d'Évron.
Ses idées étant favorables à celles sous-tendant la Révolution française, il est l'un des premiers à s'opposer à l'autorité épiscopale au synode de mars 1789, prête le serment à la constitution civile du clergé, mais prétend garder ses bénéfices et ses privilèges.
Déjà à la Pentecôte 1790, il engageait ses paroissiens à ne pas payer les impôts; il demandait en juin 1792 qu'on lui payât l'intérêt à 4 % du capital des anciennes fondations et, en août, injuriait et provoquait en duel le commissaire qui venait réquisitionner ses chevaux. Une dénonciation l'accuse encore d'avoir répandu dans son canton une pétition en faveur du culte catholique et de la royauté. À la suite d'une autre pétition signée par une vingtaine de citoyens dont plusieurs intrus, il est contraint de quitter Izé et se rend au Mans où il abjure la prêtrise le 21 janvier 1794. « Nous le nommâmes bibliothécaire du département », écrit en 1795 Yves Besnard.
Il obtient alors une place de greffier et se qualifie le 8 avril 1794 "chapelain secrétaire-greffier".
Il expire le 9 décembre 1825.

## Publications
- Une trentaine d'articles variés parus dans les Annuaires de la Sarthe depuis l'an VIII jusqu'en 1818
- Un catalogue en 2 volumes in-fol. manuscrit de la bibliothèque du Mans
- Essais historiques sur la ci-devant province du Maine, parus d'abord dans les Annuaires de l'an XI et de l'an XII, et réunis en deux volumes in-12 (Fleuriot, 1811)[3]
- Les Archives de la Sarthe (M. 165) possèdent aussi de Renouard : Réponses aux Questions sur l'Agriculture, adressées par le Comité de salut public à l'Administration du département de la Sarthe en l'an III